# Budy Opożdżewskie
Budy Opożdżewskie – wieś sołecka w Polsce położona w województwie mazowieckim, w powiecie grójeckim, w gminie Warka.
Wsie zawierające w nazwie Budy najczęściej powstawały w obrębie już istniejącej wsi na jej gruntach. Nazwa ta też łączy się z budnikami, ludźmi którzy wycinali lasy, wytwarzali węgiel drzewny, smołę itp. 
Budy Opożdżewskie wchodziły na początku XIX w. w skład Dóbr Opożdżew. W roku 1886 było tu 16 osad rozlokowanych na pow. 91 mórg.
W latach 1975–1998 miejscowość administracyjnie należała do województwa radomskiego.